# 強熱減量

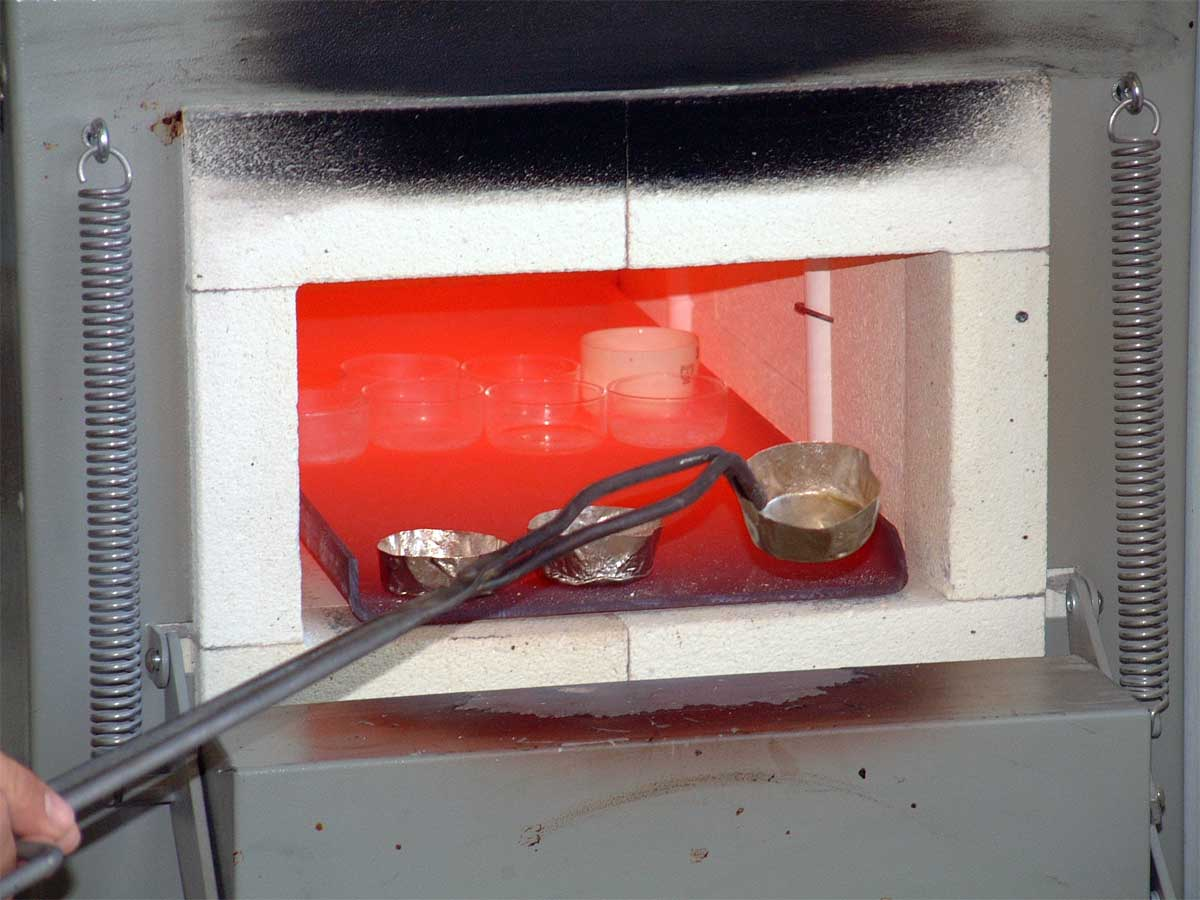
マッフル炉

強熱減量（きょうねつげんりょう、Ignition Loss、IL、ig.loss）は、分析化学において、土壌や鉱物中に含まれる揮発性物質（主に有機物）の質量を指す。強熱減量は、強熱減量試験(Ignition Loss Test)による質量の減少率から算出される。強熱減量試験は、マッフル炉などによって試料を高温で加熱することによって行われる。

## 概要
強熱減量は、乾燥試料を高温で加熱し、加熱前後の質量比を算出することで求められる。たとえば土壌中の炭酸カルシウムは、高温で加熱することにより二酸化炭素として揮発するため、強熱減量から炭酸カルシウム含有量を測定することができる。
強熱減量を測定する目的は試料によって異なり、たとえば土壌中の有機物量の測定や、セメントの不純物混入量の推定、フライアッシュの不燃性汚染物質の混入量測定などがあげられる。またセメントなど、JIS規格によって強熱減量の上限が定められているものもある。
また、水質の指標となる浮遊物質量のうち、プランクトンなどの有機物を含む揮発性浮遊物質(Volatile suspended solids、VSS)の含有率も、強熱減量として算出することができる。

## 測定法
強熱減量試験は、電気マッフル炉などによって試料を加熱することで行うが、加熱温度や加熱時間、酸素量によって強熱減量が変動することが知られている。
地盤工学会は土の強熱減量試験について基準を設けており、乾燥させた試料を700-800℃で1時間加熱した値を、強熱減量とするとしている。セメントの場合は、900-1000℃程度で加熱する。